# Udruga Oaza
Udruga Oaza je udruga koja je osnovana 28. listopada 2010. godine i od tada djeluje na području grada Rijeke kao organizacija koja se bori za ljudska prava, posebno beskućnika i socijalno ugroženih osoba.

## Osnivačka skupština
Udruga za beskućnike i socijalno ugrožene osobe Oaza je osnovana 28. listopada 2010. godine u prostorima Udruge Terra koja je bila jedan od suosnivača udruge. Osnovana je u cilju zbrinjavanja beskućnika i pružanja podrške socijalno ugroženim stanovnicima Grada Rijeke. Na Osnivačkoj skupštini za prvu predsjednicu Udruge izabrana je Jasenka Duvnjak, dr.med., dugogodišnja zaposlenica i voditeljica Dnevnog centra za ovisnike udruge Terra.

## Prva godina
- U ožujku 2011. na sastanku s gradonačelnikom Grada Rijeke dogovoreno je da će Udruga Oaza osmisliti plan djelovanja na području nužnog smještaja Grada Rijeke
- Udruga je u travnju 2011. održala planiranje strategija s Upravnim odjelom za zdravstvo i socijalnu skrb Grada Rijeke i Obiteljskim centrom Primorsko-goranske županije na kojem je dogovoreno da se treba početi raditi s maloljetnim korisnicima smještaja i njihovim obiteljima.
- Udruga je nakon kontaktiranja stručne službe Osnovne škole Škurinje započela s provedbom pilot projekta - Vrijeme za mene -
- Među rijetkim udrugama u Gradu Rijeci Oaza provodi projekt Pripreme romske djece iz nužnog smještaja Grada Rijeke za polazak u školu u razdoblju od 1. srpnja do 1. rujna 2011.
- Udruga od 1. listopada 2011. volonterski provodi programe Posebnog odgojnog postupka (POP) i Odgojno - obrazovne potpore (OOP)
- Prihvatilište za beskućnike otvoreno je u Rijeci, na adresi Žrtava fašizma, od 2013. godine.[1]
- Stambena zajednica za žene beskućnice osnovana je 2015. godine u Rijeci, na adresi Frana Kurelca 4.
- ”Susjedi bez adrese” – rad na terenu s beskućnicima i osobama koji žive u neadekvatnim uvjetima.

## Vremenska dinamika rada i struktura korisnika
U prvoj godini dana Udruga je odradila 113 radnih dana s korisnicima koji sačinjavaju tri skupine: djeca (11 korisnika), maloljetnici (10 korisnika) i roditelji (13 korisnika). Aktivnosti su se s prekidima održavale od travnja 2011. - danas. Način rada je grupni frontalni rad i individualna potpora uz postupanje prema svakom korisniku na human i individualizirani pristup.

## Stručni i volonterski tim
Udruga Oaza je jedna od rijetkih organizacija koja miče djelatnika s pozicije stručnjaka i dovodi ga u poziciju sukreatora promjene. Epistemologija Udruge Oaza i njenih djelatnika počiva u bogatstvu različitosti i povećanju broja izbora gdje svaki "stručnjak" pridonosi svojom epistemologijom i svojim znanjem/iskustvom. Stoga se događa da se odluke donose s velikim poštovanjem prema pojmu odgovornosti i etici uz suradnju s našim korisnicima. Volonteri Udruge Oaza su aktivni sudionici promjene sistema i uvelike su dio procesa rada koji neprestano traje. Radeći s korisnicima dopuštaju stvaranje zajedničkog svijeta između odgajatelja i djeteta/maloljetnika/roditelja. Smatraju da je njihov zadatak potaknuti skriveni ili neostvareni potencijal kroz različite tehnike te na taj način omogućiti razvoj u bilo kojem smjeru. "Mi ne znamo što je dobro za njih. Oni to znaju, čak i kad ne znaju. Sve što mi možemo je pomoći da se stvori kontekst unutar kojeg će oni otkriti što je to što je dobro za njih. E i da, ponekad ih osnažiti, motivirati, potapšati po ramenu - biti tu. Tada se događa promjena" (Danijel) 

## Vanjske poveznice
- Udruga za beskućnike i socijalno ugrožene osobe Oaza